# فرودگاه محلی وکیگان
فرودگاه محلی وکیگان  (به انگلیسی: Waukegan Regional Airport) یک فرودگاه همگانی باربری با کد یاتا UGN است که یک باند فرود آسفالت دارد و طول باند آن ۱۸۲۹ متر است. این فرودگاه در کشور ایالات متحده آمریکا قرار دارد و در ارتفاع ۲۲۲ متری از سطح دریا واقع شده است.